# Il meglio di te (Giusy Ferreri)
Il meglio di te è un singolo della cantante Italiana Giusy Ferreri, pubblicato il 10 novembre 2023.
Il brano fa parte della colonna sonora dell'omonimo film diretto da Fabrizio Maria Cortese.

## Descrizione
Il brano è stato scritto dalla stessa cantante e prodotto da Gabriele Cannarozzo. In un'intervista rilasciata a The Hollywood Reporter Roma, Ferreri ha raccontato il processo creativo del brano e le scelte musicali adottate:
Per la medesima testata, il regista Fabrizio Maria Cortese ha raccontato la scelta di collaborare con la cantante:

## Accoglienza
Rockol scrive che il brano abbia «un'atmosfera sospesa e malinconica» e che nel testo «sottolinea quanto sia importante dare prevalenza ai ricordi positivi delle persone con cui abbiamo condiviso esperienze ed emozioni». Newsic.it definisce il brano «una colonna sonora per affermare le qualità canore e le sue suggestioni pop di gran classe» che dimostra la volontà della cantante di ripartire «dalla voce e dalla sua musica» rispetto al tormentone estivo.
Fabio Fiume di All Music Italia assegna al brano un punteggio di 7 su 10, scrivendo che la canzone risulti «ispirata ed interpretata con classe», quest'ultima trovata «intima e confidenziale». Fiume scrive che Ferreri «non cerca fioriture della voce che a volte sono apparse forzate», apprezzando «la chiusura rock orchestrale, che è piena di echi che aprono ai pensieri».

## Video musicale
Il video, diretto da Fabrizio Maria Cortese, è stato reso disponibile l'8 novembre 2023 attraverso il canale YouTube della cantante.

## Tracce
Testi di Giuseppa Gaetana Ferreri, musiche di Giuseppa Gaetana Ferreri e Gabriele Cannarozzo.
1. Il meglio di te – 3:26

## Formazione
Hanno partecipato alle registrazioni, secondo le note di copertina:
- Giusy Ferreri – voce
- Gabriele Cannarozzo – basso elettrico, chitarra, produzione
- Andrea Polidori – batteria
- Davide Aru – chitarra
- Will Medin – pianoforte, direzione musicale
- Mattia Boschi – violoncello
- Simone D'Eusanio – violino, viola
- Francesco Luzzi – missaggio
- Pietro Caramelli – mastering